# Блаженні іспанські мученики
Блаженні іспанські мученики — о. Йосиф Ксаверій Горостерраці у Хаунарена ЧНІ (1877—1936) і п'ять його співбратів: o. Киріак Олярте Перес де Мендігурен ЧНІ (1893—1936), o. Михайло Гоні Аріс ЧНІ (1902—1936), o. Юліан Поцо Руіс де Саманієго ЧНІ (1903—1936), o. Петро Ромеро Еспехо ЧНІ (1871—1938) і брат Вікторіан Кальво Лозано ЧНІ (1896—1936) загинули мученицькою смертю в часі іспанської громадянської війни 1936—1939). Беатифіковані 13 жовтня  2013 року кардиналом Анджело Амато, префектом Конгрегації у справах святих і делегатом Папи Франциска.